# Sveti Timotej
Timotej (grčki: Τιμόθεος; Timótheos „štovatelj Boga”) bio je ranokršćanski misionar i biskup, suputnik i učenik apostola Pavla.

## Životopis
Rođen je u Listri Likaonskoj od oca Grka i majke Židovke. Njegova majka Eunika i baka Loida spominju se u Drugoj poslanici Timoteju, gdje ih sveti Pavao pohvaljuje zbog „nelicemjerne vjere”.
Timotej je upoznao Pavla tijekom njegova drugog posjeta Listri. Pavao ga je obratio na kršćanstvo i postao njegov učitelj. Kasnije je Timotej postao Pavlov suputnik na brojnim misijskim putovanjima.
Timotej je kasnije ostao u Efezu te tamo služio kao biskup. Kada su Efežani 97. godine imali svetkovinu Dijaninu izašao je na ulicu kako bi im propovijedao kršćanstvo. Tom su ga prilikom kamenovali te je kasnije preminuo.
Apostol Pavao uputio mu je dvije poslanice.

## Štovanje
Spomendan mu se u Katoličkoj Crkvi prije slavio 24. siječnja. Od 1969. slavi se sa svetim Titom 26. siječnja.
Tijelo mu je svečano preneseno 356. godine u Carigrad.

## Poveznice
- Prva poslanica Timoteju
- Druga poslanica Timoteju
- Tit
- Eunika

### Knjige
- Lach, Maksimilijan. 1939. Životi svetaca za svaki dan u siječnju. 1. Hrvatsko književno društvo sv. Jeronima u Zagrebu. Zagreb.
- Iveković, Francisko. 1892. Životi svetaca i svetica Božjih: Siječanj, veljača, ožujak. Dijel 1. 2. izdanje. Hrvatsko katoličko tiskovno društvo. Zagreb.
- Koledar svih svetaca i svetica božjih ili životi svetaca za sve dneve godišta i sve godišnje svetkovine pomične i nepomične i potpuni privod rimskoga martirologija. Narodna tiskara. Split. 1838

### Mrežna sjedišta
- Perić, Ratko. 2025. Timotej iz Listre. Vjera i djela. Pristupljeno 3. veljače 2025.

## Vanjske poveznice
Ostali projekti
|  | Zajednički poslužitelj ima još gradiva o temi Sveti Timotej |